# Kumba japonica
Kumba japonica är en fiskart som först beskrevs av Matsubara, 1943.  Kumba japonica ingår i släktet Kumba och familjen skolästfiskar. Inga underarter finns listade i Catalogue of Life.